# Laccoptera murrayi
Laccoptera murrayi es una especie de insecto coleóptero de la familia Chrysomelidae.
Fue descrita científicamente en 1862 por Carl Henrik Boheman.